# Komasin
Komasin – wieś pałucka w Polsce położona w województwie wielkopolskim, w powiecie wągrowieckim, w gminie Wapno.
W latach 1975–1998 miejscowość administracyjnie należała do województwa pilskiego.
Wieś ta powstała z połączenia terenów zwanych "Hub Srebno Górskich" i "Podolinka".
26 października 1939 roku wieś została przyłączona do Rzeszy Niemieckiej pod nazwą Klemkenhof.